# 21.ª etapa do Giro d'Italia de 2022
A 21.ª etapa do Giro d'Italia de 2022 teve lugar a 29 de maio de 2022 e consistiu num contrarrelógio individual com início e final em Verona sobre um percurso de 17,4 km. O vencedor foi o italiano Matteo Sobrero da equipa BikeExchange-Jayco e o australiano Jai Hindley do Bora-Hansgrohe se levou a prova, sendo o primeiro ciclista dessa nacionalidade na ganhar.

## Classificação da etapa
| Verona - Verona | contrarrelógio individual | (17,4 km) |

| \| Classificação por etapas \| Classificação por etapas \| Classificação por etapas \| Classificação por etapas \| Classificação por etapas \| \| Ciclista \| Ciclista \| Equipe \| Tempo \| \| \| ------------------------ \| ------------------------ \| ------------------------ \| ------------------------ \| ------------------------ \| \| 1. \| Matteo Sobrero \| BikeExchange-Jayco \| 22m24s \| \| \| 2. \| Thymen Arensman \| Team DSM \| + 23s \| \| \| 3. \| Mathieu van der Poel \| Alpecin-Fenix \| + 40s \| \| \| 4. \| Bauke Mollema \| Trek-Segafredo \| + 1m08s \| \| \| 5. \| Ben Tulett \| Ineos Grenadiers \| + 1m12s \| \| \| 6. \| Mauro Schmid \| Quick-Step Alpha Vinyl \| + 1m17s \| \| \| 7. \| Magnus Cort \| EF Education-EasyPost \| + 1m18s \| \| \| 8. \| Tobias Foss \| Jumbo-Visma \| + 1m19s \| \| \| 9. \| Michael Hepburn \| BikeExchange-Jayco \| + 1m24s \| \| \| 10. \| Richard Carapaz \| Ineos Grenadiers \| + 1m24s \| \| |                      |                        |         |
| |                      |                        |         |
| Fonte: ProCyclingStats |                      |                        |         |
| Classificação por etapas |                      |                        |         |
| Ciclista | Ciclista             | Equipe                 | Tempo   |
| 1. | Matteo Sobrero       | BikeExchange-Jayco     | 22m24s  |
| 2. | Thymen Arensman      | Team DSM               | + 23s   |
| 3. | Mathieu van der Poel | Alpecin-Fenix          | + 40s   |
| 4. | Bauke Mollema        | Trek-Segafredo         | + 1m08s |
| 5. | Ben Tulett           | Ineos Grenadiers       | + 1m12s |
| 6. | Mauro Schmid         | Quick-Step Alpha Vinyl | + 1m17s |
| 7. | Magnus Cort          | EF Education-EasyPost  | + 1m18s |
| 8. | Tobias Foss          | Jumbo-Visma            | + 1m19s |
| 9. | Michael Hepburn      | BikeExchange-Jayco     | + 1m24s |
| 10. | Richard Carapaz      | Ineos Grenadiers       | + 1m24s |

## Classificações ao final da etapa

### Classificação geral(Maglia Rosa)
| \| Classificação geral \| Classificação geral \| Classificação geral \| Classificação geral \| Classificação geral \| \| Ciclista \| Ciclista \| Equipe \| Tempo \| \| \| ------------------- \| ------------------- \| ------------------- \| ------------------- \| ------------------- \| |          |        |       |
| |          |        |       |
| Fonte: ProCyclingStats |          |        |       |
| Classificação geral |          |        |       |
| Ciclista | Ciclista | Equipe | Tempo |

### Classificação por pontos(Maglia Ciclamino)
| Classificação por pontos | Classificação por pontos | Classificação por pontos | Classificação por pontos | Classificação por pontos |
| Ciclista                 | Ciclista                 | Equipe                   | Pontos                   |                          |
| ------------------------ | ------------------------ | ------------------------ | ------------------------ | ------------------------ |

### Classificação da montanha(Maglia Azzurra)
| Classificação da montanha | Classificação da montanha | Classificação da montanha | Classificação da montanha | Classificação da montanha |
| Ciclista                  | Ciclista                  | Equipe                    | Pontos                    |                           |
| ------------------------- | ------------------------- | ------------------------- | ------------------------- | ------------------------- |

### Classificação dos jovens(Maglia Bianca)
| Classificação dos jovens | Classificação dos jovens | Classificação dos jovens | Classificação dos jovens | Classificação dos jovens |
| Ciclista                 | Ciclista                 | Equipe                   | Tempo                    |                          |
| ------------------------ | ------------------------ | ------------------------ | ------------------------ | ------------------------ |

### Classificação por equipas"Super team"
| Classificação por equipes | Classificação por equipes | Classificação por equipes | Classificação por equipes |
| Equipe                    | Equipe                    | Tempo                     |                           |
| ------------------------- | ------------------------- | ------------------------- | ------------------------- |

## Abandonos
Nenhum.